# Мацюй
Мацюй, Мочу или Хэйхэ́ (кит. упр. 黑河, буквально: «Чёрная река») — река в китайских провинциях Сычуань и Ганьсу, приток Хуанхэ.

## География
От северных склонов гор Шахабаошань река течёт на северо-восток, образуя границу между уездами Хунъюань и Сунгчу. Далее река поворачивает на северо-запад и течёт сквозь уезд Дзёге. На границе провинций Сычуань и Ганьсу, в районе административного центра уезда Мачу, река впадает в Хуанхэ.